# Ghyvelde
Ghyvelde là một xã trong vùng Hauts-de-France, thuộc tỉnh Nord, quận Dunkerque, tổng Hondschoote. Tọa độ địa lý của xã là 51° 03' vĩ độ bắc, 02° 31' kinh độ đông. Ghyvelde nằm trên độ cao trung bình là 4 mét trên mực nước biển, có điểm thấp nhất là 0 mét và điểm cao nhất là 25 mét. Xã có diện tích 16,46 km², dân số vào thời điểm 1999 là 3009 người; mật độ dân số là 183 người/km².

## Thông tin nhân khẩu
| 1962  | 1968  | 1975  | 1982  | 1990  | 1999  |
| ----- | ----- | ----- | ----- | ----- | ----- |
| 1.786 | 2.032 | 2.014 | 3.069 | 2.973 | 3.009 |